# Parc d'activités Paris-Nord 2

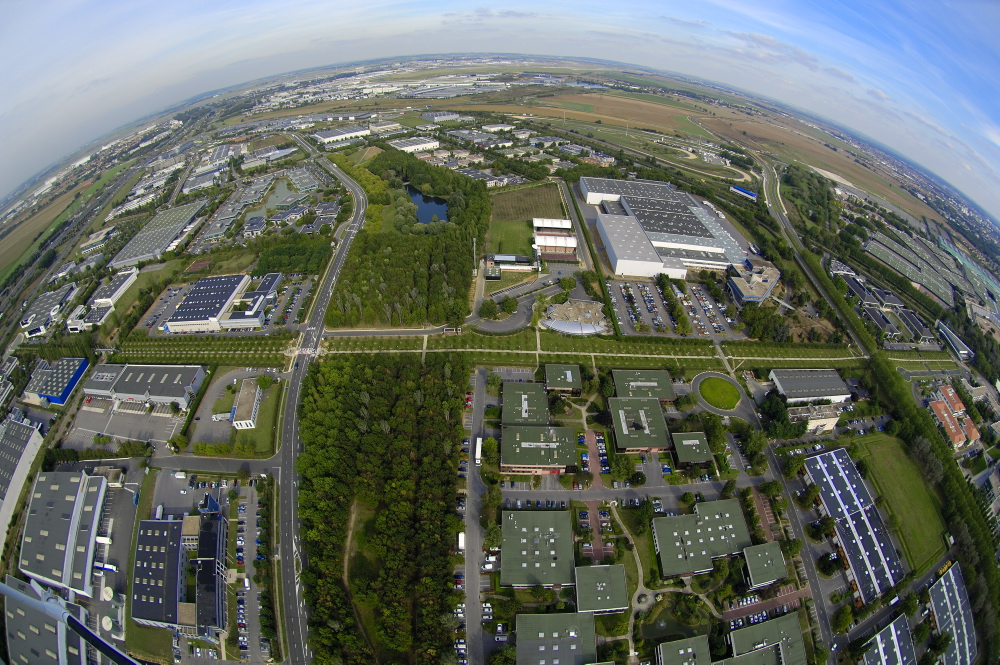

Paris Nord 2 est un parc d'activités international situé à proximité immédiate de l'aéroport de Roissy-Charles de Gaulle et voisin du parc des expositions de Paris-Nord Villepinte.

## Historique et gestion
Les débuts de sa construction datent de 1981. Il a été conçu et aménagé par un aménageur public, l'AFTRP (Agence foncière et technique de la région parisienne) dans le cadre d'une ZAC. Cependant, il est géré par une structure privée, le GIE Paris Nord 2, organisé en quatre associations distinctes administrées par les représentants d'entreprises du parc.

## Situation géographique
Le parc  d'activités s'étend sur les départements de la Seine-Saint-Denis et du Val-d'Oise et sur le territoire de quatre communes : Tremblay-en-France et Villepinte, en Seine-Saint-Denis ; Gonesse et Roissy-en-France, dans le Val-d'Oise.

## Accès
Paris-Nord 2 est desservi par de nombreux modes de transport et voies de communication :
- Aéroport Paris Charles-de-Gaulle ;
- Autoroutes A1, A3 et A104 (Francilienne), boulevard intercommunal du Parisis ;
- Gare du Parc des Expositions sur la ligne B du RER.
- Lignes de bus desservant Paris Nord 2 :
  - Transdev : lignes 20, 39, 40, 43, 349, 640, T'bus 2 ;
  - RATP : ligne 350 ;
  - Keolis : ligne 32A.

Auparavant, Paris-Nord 2 était desservie par une voie ferrée dédiée aux trains de fret qui reliait les centres commerciaux, les espaces industriels et les entrepôts au triage du Bourget. Cette voie n'est plus en service à l'heure actuelle, son trafic a été transféré sur route, d'ailleurs, seul Ikéa l'utilisait.

## Structure et activités du parc
Le parc d'affaires Paris Nord 2 s'insère dans le pôle de développement de la plateforme aéroportuaire Paris-Charles de Gaulle. Il a plusieurs vocations économiques : tertiaire, technologique, industrielle, logistique et mixte. Il regroupe ainsi divers types d'activités :
- le tertiaire de bureaux (services et sièges sociaux) ;
- la recherche-développement et des centres de formation ;
- la fabrication industrielle de haute technologie (informatique, électronique, matériel de mesure et médical, industries graphiques, etc.) ;
- les activités d'entreposage et logistiques ;
- le commerce de détail et la grande distribution ;
- l'hôtellerie (principalement près de la gare RER du Parc des Expositions de Villepinte et de l'aéroport de Paris-Charles de Gaulle)[2].

La vie du parc s'organise selon une logique spécifique de regroupement de services in situ liée à la fois à l'éloignement relatif des zones de résidence des actifs et à la nécessité pour les entreprises de disposer sur place de services en relation avec leurs besoins. C'est ce qui explique notamment la présence d'agences bancaires, d'intérim et de voyages, d'un bureau de poste et d'un bureau des douanes, d'un centre de médecine du travail, de restaurants interentreprises et d'une crèche interentreprises, d'un complexe sportif, d'un parcours de santé…
Les efforts d'aménagement ont, en outre, porté sur l'environnement paysager et architectural (espaces verts, cheminements piétonniers, pistes cyclables, étangs, immeubles à haute qualité environnementale), l'accessibilité du parc d'activités, ou encore la sécurité (vidéosurveillance)…
Le GIE qui gère Paris Nord 2 prévoit le doublement de la superficie bâtie en bureaux et activités, qui devrait passer à 2 millions de m2, par densification, permettant l'implantation de nouvelles entreprises et la création de 50 000 emplois supplémentaires à l'horizon 2030.

## Quelques chiffres
En 2022, le parc d'affaires Paris Nord 2 compte[réf. nécessaire] :
- 300 hectares, dont 70 d'espaces verts paysagers ;
- 265 bâtiments et plus d'un million de m2 construits ;
- 550 entreprises et leurs 22 000 employés ;
- le centre commercial Usines Center regroupant de nombreuses enseignes, dont Ikea ;
- des services destinés aux entreprises et salariés pour favoriser leur bien-être au travail ;
- un parc hôtelier totalisant plus de 2 100 chambres.